# Torna Hällestad
Torna Hällestad – miejscowość (tätort) w Szwecji, w regionie administracyjnym (län) Skania, w gminie Lund.
Według danych Szwedzkiego Urzędu Statystycznego liczba ludności wyniosła: 680 (31 grudnia 2015), 739 (31 grudnia 2018) i 743 (31 grudnia 2019).